# رافاييل نادال في 2008

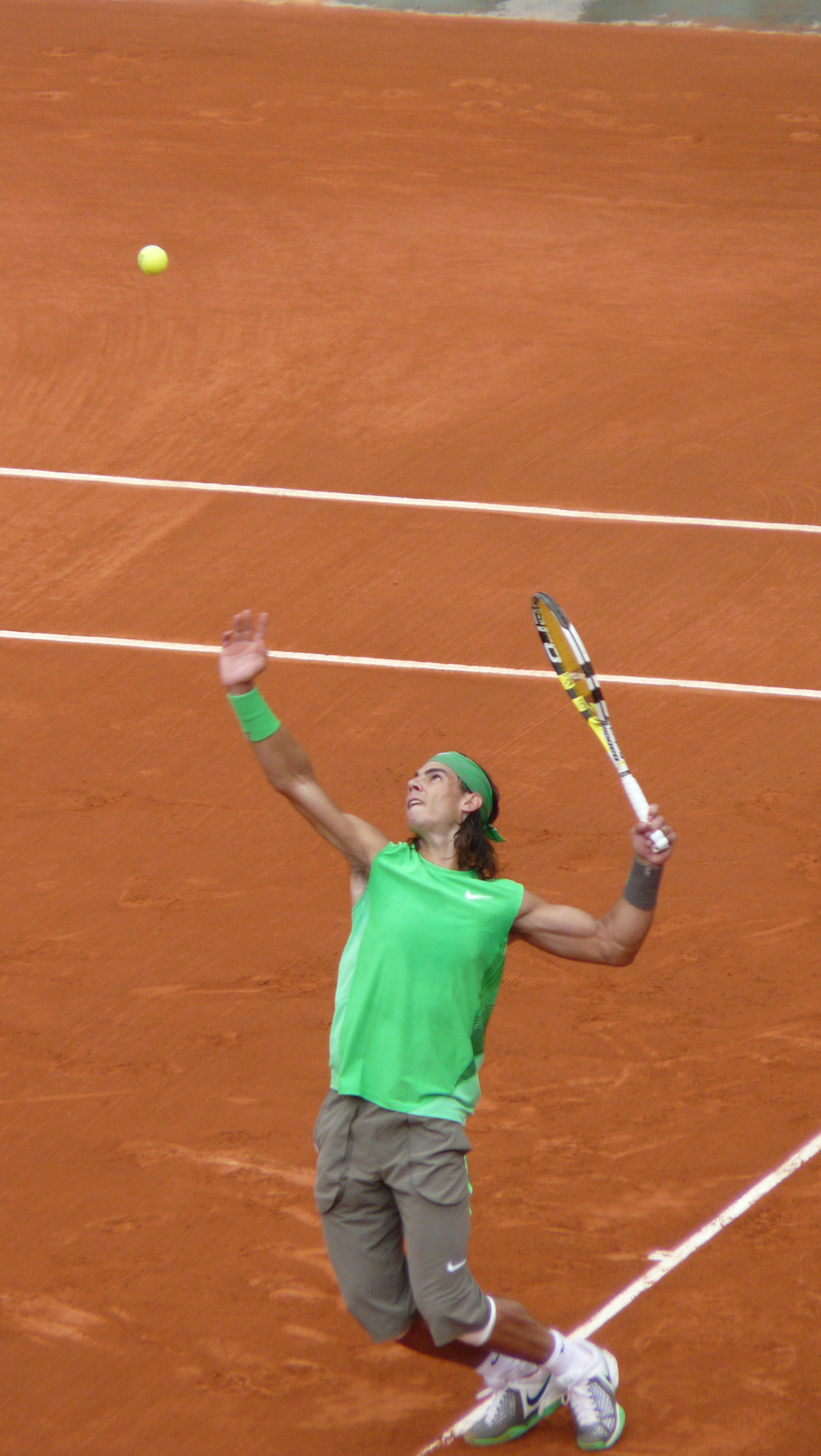

بدأ موسم رافاييل نادال لعام 2008 في تاريخ 1 يناير.

## تشيناي
بدأ نادال هذا العام في الهند، حيث تمت هزيمته على يد الروسي ميخائيل يوجني في المباراة النهائية لبطولة تشيناي المفتوحة.

## أستراليا المفتوحة
وصل نادال إلى الدور نصف النهائي من بطولة أستراليا المفتوحة 2008 للمرة الأولى لكنه انزم أمام اللاعب الفرنسي جو ويلفرد تسونجا.

## روتردام
فاز نادال في اولى مبارياته على اللاعب الروسي دميتري تورسنوف، لكنه انهزم بعدها ضد اللاعب الإيطالي أندرياس سيبي.

## دبي
في بطولة دبي خسر نادال أمام اللاعب أندي روديك في ربع النهائي.

## إنديان ويلز
وصل نادال إلى الدور نصف النهائي وخسر أمام المصنف الثالث عالميا الصربي نوفاك دجوكوفيتش.

## ميامي
بلغ المباراة النهائية لدورة ميامي للأساتذة للمرة الثانية وخسر.

## مونتي كارلو
هزم فيدرير في بطولة مونتي كارلو للأساتذة للعام الثالث على التوالي، ليسجل رقم قياسي في العصر المفتوح حيث فاز بها للمرة الرابعة على التوالي. حيث فاز بمجموعتين نظيفتين، على الرغم من تقدم فيدرير 4-0 في المجموعة الثانية.

## برشلونة
فاز بلقب رابع على التوالي من بطولة سابادي اتلانتيكو المفتوحة في برشلونة.

## هامبورغ
بعد أسابيع قليلة، فاز نادال باول لقب له في بطولة هامبورغ للأساتذة بفوزه على فيدرير في النهائي بثلاث مجموعات.

## فرنسا المفتوحة
عاد نادال ليفوز في بطولة فرنسا المفتوحة ليصبح الرجل الخامس في العصر المفتوح الذي يفوز بلقب جراند سلام فردي دون أن يخسر أي مجموعة.
 وقد هزم فيدرير في النهائي للعام الثالث على التوالي، ولكن تعتبر هذه المباراة غير متوازنة والأهم من كل مبارياته، كما خسر نادال أربع أشواط فقط في المباراة، وهي الخسارة الأقسى لفيدرير في نهائي جراند سلام. ويعد هذا الفوز هو الرابع على التوالي بلقب البطولة الفرنسية، محطماً بذلك الرقم القياسي لالسويدي بيورن بورغ. وأصبح نادال رابع لاعب من الذكور خلال العصر المفتوح يفوز ببطولة جراند سلام فردي أربع سنوات متتالية (الآخرين هم: بورج وبيت سامبراس وفيدرير).

## كوينز
للمرة الأولى تمكن نادال من الظفر بلقب بطولة كوينز العشبية اثر فوزه على الصربي نوفاك دجوكوفيتش.

## ويمبلدون
لعب نادال أمام فيدرير في نهائي بطولة ويمبلدون للعام الثالث على التوالي، في المباراة الأكثر ضرواة في منافستهم وقد لعب نادال المباراة النهائية وهو لديه 23 فوز متتالي، بما في ذلك أول لقب على الملاعب العشبية في بطولة أرتوا التي تقام في لندن قبل بطولة ويمبلدون. وكان فيدرير قد سجل لقب خامس في الفوز على الملاعب العشبية في بطولة جيري فيبر المفتوحة في هاله ثم وصل إلى نهائي بطولة ويمبلدون دون أن يخسر أي مجموعة. خلافاً للنهائيات السابقة لويمبلدون، لم يكن فيدرير هو المنيع، حيث توقع العديد من المحللين تحقيق نادال للفوز. وقد لعبا أطول (من حيث الوقت في الملعب، وليس من حيث عدد المباريات) نهائي لويمبلدون في تاريخ البطولة، ونظرا لتأخر هطول الأمطار، فاز نادال في المجموعة الخامسة 9-7 مع قرب الظلام. وقد تم الإشادة بالمباراة بأنها أعظم نهائي بطولة ويمبلدون في التاريخ، حتى أن بعض النقاد وصفوها بأنها أعظم مباراة في تاريخ كرة المضرب. ومع حصوله على أول لقب في بطولة ويمبلدون، أصبح نادال الرجل الثالث في العصر المفتوح يفوز بكلا من البطولة الفرنسية المفتوحة وبطولة ويمبلدون في العام نفسه بعد رود ليفر في عام 1969 وبورغ في 1978-80 (قام فيدرير بهذا الإنجاز في وقت لاحق من العام التالي)، كما أنه ثاني أسباني يفوز ببطولة ويمبلدون. كما أنه انهى سلسلة انتصارات فيدرير في بطولة ويمبلدون خمس مرات متتالية و 65 انتصار متتالي على الملاعب العشبية. وهذه هي المرة الأولى أيضا التي يفوز نادال ببطولتين جراند سلام متعاقبتين.

## كندا
فاز نادال للمرة الثانية بلقب كأس روجرز في تورونتو.

## سينسيناتي
وصل للدور نصف النهائي من بطولة سينسيناتي في مدينة سينسيناتي بولاية أوهايو.

## الصعود للتصنيف الأول
تماشياً مع خسائر فيدرير في الجولات الأولى من تلك البطولات، انتزع نادال أخيراً التصنيف رقم 1 عالميا في 18 آب/أغسطس، لينهي رسمياً سجل فيدرير باعتلاء القمة لاربع سنوات ونصف.

## الألعاب الأولمبية
في أولمبياد بكين 2008، هزم نادال نوفاك دجوكوفيتش من صربيا في الدور قبل النهائي 6-4، 1-6، 6-4، وفي المباراة النهائية هزم فيرناندو غونزاليس من تشيلي ليفوز بأول ميدالية ذهبية أولمبية. وقد أصبح نادال أول لاعب من الذكور في المرتبة الخامسة يفوز بالميدالية الذهبية.

## أمريكا المفتوحة
في بطولة الولايات المتحدة المفتوحة كان نادال المرشح الأول للمرة الأولى في إحدى بطولات الجراند سلام غير رولان غاروس. حيث انه لم يخسر أي مجموعة خلال مبارياته الثلاث الأولى، إذ فاز بسهولة في أول مباراتين وهزم فيكتور ترويسكي في المباراة الثالثة. ثم كان يلزمه أربع مجموعات للتغلب على كل من سام كويري في الدور الرابع والأمريكي ماردي فيش في الدور ربع النهائي. وفي الدور نصف النهائي، خسر أمام البريطاني أندي موراي 6-2 و 7-6 (5)، 4-6، 6-4.

## كأس ديفيز
في وقت لاحق هذا العام في مدريد، ساعد نادال إسبانيا على هزيمة الولايات المتحدة في الدور قبل النهائي في كأس ديفيز.

## مدريد
في بطولة موتوا مدريد للماسترز في مدريد، خسر نادال في الدور قبل النهائي أمام الفرنسي جيل سيمون 3-6 و 7-5 و 7-6 (6). ومع ذلك، كان أداؤه في هذا الحدث يضمن له ان يصبح أول أسباني في العصر المفتوح ينهي العام باعتباره مصنف رقم 1 عالمياً.

## باريس
في بطولة بي إن بي باريبا للماسترز في فرنسا، تأهل نادال للدور ربع النهائي حيث واجه الروسي نيكولاي ديفيدينكو. حيث خسر نادال أول مجموعة 6-1 قبل أن ينسحب في المجموعة الثانية بسبب إصابة في الركبة.

## كأس الماسترز
أعلن نادال انسحابه من بطولة كأس الماسترز في شنغهاي، في نهاية العام بسبب إصابة في أوتار الركبة.

## كأس ديفيز
في 10 تشرين نوفمبر، انسحب نادال من نهائي كأس ديفيز (إسبانيا ضد الأرجنتين) لأن اصابته في الركبة لم تلتئم بشكل كاف.